# Kolomenskoje
Kolomenskoje (rus. Коломенское) – bivši carski posjed, koji se nalazi nekoliko kilometara jugoistočno od središta Moskve, na staroj cesti koja vodi do starog grada Kolomne (otuda ime). Prostire se na 390 hektara površine i ima slikovit pogled na strme obale rijeke Moskve. Kolomenskoje je postalo dio Moskve 1960-ih.
Prvi pisani spomen datira iz 1339. godine. Od 16. stoljeća, strateško je brdo iznad rijeke Moskve blizu važnih prometnica u blizini grada Kolomne. Ruski carevi izabrali su ga kao ljetnu rezidenciju. Godine 1532., u čast rođenja novog prijestoljenasljednika (koji je kasnije postao poznat pod imenom Ivan Grozni), sagradila se jedinstvena crkva Uzašašća u Kolomenskoju, koja je od 1994. na UNESCO-ovu popisu Svjetske kulturne baštine. 
U Kolomenskoju su sagrađene brojne važne zgrade, koje su izgubile na važnosti nakon što je glavni grad postao Sankt-Peterburg.  Godine 1923., mjesto je proglašeno zaštićenim kulturnim dobrom u kojeg su postupno prebačeni povijesni primjeri arhitekture iz cijele Rusije. Muzej Kolomeskoja popularno je odredište za izlete. Ovdje se održava niz kulturnih i društvenih zbivanja, npr. Sveruski festival meda.

## Galerija
- Rekonstrukcija tog starog dvorca.
- Pogled iz zraka.
- Ikona Mojsija iz muzeja Kolomenskoja.